# كيوب إنترتينمنت
كيوب إنترتينمنت (بالإنجليزية: Cube Entertainment)‏ هي شركة تسجيلات كورية جنوبية، تأسست في كوريا الجنوبية عام 2008 بواسطة هونغ سوينغ سونغ المدير التنفيذي السابق لـ جاي واي بي إنترتينمنت، لكن كيوب إنترتينمنت شركة مستقلة عنها وليس بينهما علاقة.

## فنانو تسجيل

### كيوب إنترتينمنت

#### منفردين
- كم هيون آه (فور مينيت)
- AJ/Lee Gikwang  [لغات أخرى]‏ (بيست)
- Roh Jihoon  [لغات أخرى]‏
- جينا
- Yang Yoseob  [لغات أخرى]‏ (بيست)
- Shin Jihoon  [لغات أخرى]‏
- Oh Ye Ri[1]
- Yong Junhyung  [لغات أخرى]‏ (بيست)
- جانغ هيون سيونغ (بيست)
- Son Dongwoon  [لغات أخرى]‏ (بيست)

| - فور مينيت (فرقة فتيات) 2009-2016 - بيست (فرقة فتيان) - بي تو بي (فرقة فتيان) - سي إل سي (فرقة فتيات) - جي أيدل (فرقة فتيات) | - تربل ميكر - تويون - M4M |

#### الممثلون/الممثلات
- Na Jongchan
- Kwak Seungnam
- Cheo Seoha
- نام جي هيون
- كوون سو هيون
- جون جي ين
- هيو غا يون
- يون دوجون [الإنجليزية]
- Yong Junhyung  [لغات أخرى]‏
- Lee Gikwang  [لغات أخرى]‏
- Park Chorong
- Son Naeun
- جونغ أون جي
- يوك سونغجاي
- Jung Ilhoon
- Lee Minhyuk
- بارك مين ها (2015-الآن)

#### كوميديون
- Kim Kiri

### إي كيوب إنترتينمنت
| - هوه غاك - أي بينك | - Apink BnN |

## وصلات خارجية
- (بالكورية) الموقع الرسمي
- (بالكورية) الموقع الرسمي
- (بالكورية) الموقع الرسمي